# Dekanat Łuków II
Dekanat Łuków II – jeden z 25 dekanatów w rzymskokatolickiej diecezji siedleckiej.

## Parafie
W skład dekanatu wchodzi 8 parafii.
- parafia MB Królowej Polski – Dąbie
- parafia Chrystusa Króla – Jedlanka
- parafia św. Anny – Jeleniec
- parafia Podwyższenia Krzyża Świętego – Łuków
- parafia św. Brata Alberta – Łuków
- parafia Trójcy Świętej – Stanin
- parafia św. Marii Magdaleny – Tuchowicz
- parafia św. Zofii – Zofibór

Według danych zgromadzonych przez Kurię Diecezji Siedleckiej dekanat liczy 31165 wiernych.

## Sąsiednie dekanaty
- Adamów
- Domanice
- Łuków I
- Radzyń Podlaski
- Żelechów